# Ponte de Chancy
A Ponte de Chancy ou Ponte de Pougny é a décima sétima ponte e a última ponte no território suíço do rio Ródano depois de ter deixado o Lago Lemano.

## Localização
Liga  Chancy na margem esquerda, em Genebra na Suíça, com Pougny (Ain) na margem direita, no departamento francês de Ain da Alta Sabóia, e porque é uma ponte fronteira França-Suíça é conhecida com este duplo nome .

## Características
É uma ponte com 124 m de comprimento constituída por três arcos em ferro 